# Moderna obitelj
Moderna obitelj (engleski: Modern Family) je američka televizijska humoristična serija čiji su autori Christopher Lloyd i Steven Levitan. Serija prati tri različite obitelji koje žive u predgrađu Los Angelesa, a koje su međusobno povezane preko bogatog biznismena Jaya Pritchetta i njegovo dvoje djece, Claire i Mitchella. Serija broji jedanaest sezona koje su se prikazivale od 23. rujna 2009. do 8. travnja 2020 na ABC-u.
Serija se u Hrvatskoj prikazivala na kanalima RTL 2 i Star Channel te na HBO-u. Do 2022. godine je bila dostupna i na Netflixu.

## Premisa
Serija prati obitleji Pritchett, Dunphy i Tucker koje su međusobno povezane. Glava obitelji je Jay Pritchett koji ima mlađu ženu Gloriu i sina Joea; s njima također živi Glorijin stariji sin Manny. 
Obitelj Dunphy čine Jayeva kći Claire i njen muž Phil koji su roditelji trima tinejdžerima: sinu Lukea te kćerima Alex i Haley. Članovi obitelj Tucker su Jayev sin Mitchell i njegov suprug Cameron koji su posvojili kćer Lily.

## Glumačka postava

### Glavne uloge
- Ed O'Neill kao Jay Pritchett: Glorijin suprug; otac Claire, Mitchella te Mannyjev očuh[5]
- Sofía Vergara kao Gloria Delgado-Pritchett: Jayeva druga žena; Mannyjeva i Joeova majka[5]
- Julie Bowen kao Claire Dunphy: Jayeva i Dedeina kći; Joeova i Mitchellova starija sestra; Philova žena te majka Haley, Alex i Lukea[5]
- Ty Burrell kao Phil Dunphy: Clairein suprug; otac Haley, Alex i Lukeov [5]
- Jesse Tyler Ferguson kao Mitchell Pritchett: Jayev i Dedein sin; Clairein mlađi brat; Joeov stariji brat; Cameronov suprug[5]
- Eric Stonestreet kao Cameron Tucker: Mitchellin muž[5]
- Sarah Hyland kao Haley Dunphy: starija kći Claire i Phila
- Ariel Winter kao Alex Dunphy: mlađa kći Claire i Phila
- Nolan Gould kao Luke Dunphy: Clairein i Philov sin
- Rico Rodriguez kao Manny Delgado: Glorijin i Javierov sin; Joeov stariji brat
- Aubrey Anderson-Emmons kao Lily Tucker-Pritchett: Mitchellova i Cameronova posvojena kći koja je rođena u Vijetnamu (3.–11. sezona)
- Jeremy Maguire kao Joe Pritchett: Glorijin i Jayev sin; Claire, Mitchell i Mannyjev mlađi polubrat (7.-11. sezona)
- Reid Ewing kao Haleyin dečko, kasnije muž

## Pregled serije
| Sezona | Sezona | Epizode | Epizode | Originalno emitiranje | Originalno emitiranje |
| Sezona | Sezona | Epizode | Epizode | Premijera             | Finale                |
| ------ | ------ | ------- | ------- | --------------------- | --------------------- |
|        | 1.     | 24      | 24      | 23. rujna 2009.       | 19. svibnja 2010.     |
|        | 2.     | 24      | 24      | 22. rujna 2010.       | 25. svibnja 2011.     |
|        | 3.     | 24      | 24      | 21. rujna 2011.       | 23. svibnja 2012.     |
|        | 4.     | 24      | 24      | 26. rujna 2012.       | 22. svibnja 2013.     |
|        | 5.     | 24      | 24      | 25. rujna 2013.       | 21. svibnja 2014      |
|        | 6.     | 24      | 24      | 24. rujna 2014.       | 20. svibnja 2015.     |
|        | 7.     | 22      | 22      | 23. rujna 2015.       | 18. svibnja 2016.     |
|        | 8.     | 22      | 22      | 21. rujna 2016.       | 17. svibnja 2017.     |
|        | 9.     | 22      | 22      | 27. rujna 2017.       | 16. svibnja 2018.     |
|        | 10.    | 22      | 22      | 26. rujna 2018.       | 8. svibnja 2019.      |
|        | 11.    | 18      | 18      | 25. rujna 2019.       | 8. travnja 2020.      |